# Maksymilian Baruch
Maksymilian Zygmunt Baruch (ur. 19 sierpnia 1861 w Pabianicach, zm. 28 lipca 1933 w Nicei) – polski historyk i prawnik żydowskiego pochodzenia.

## Życiorys
Był synem kramarza żydowskiego. Ukończył gimnazjum w Piotrkowie Trybunalskim. Początkowo podjął studia medyczne (w latach 1880–1882), ale ostatecznie skierował swoje zainteresowania w kierunku prawa podejmując w tym zakresie studia na Cesarskim Uniwersytecie Warszawskim w latach 1883–1887.
Praktykę sądową odbył w Piotrkowie Trybunalskim (1887–1888). Po jej zakończeniu podjął pracę jako adwokat w Łodzi (do 1896) i Warszawie (1896–1921). 
Od 1917 był sędzią Sądu Okręgowego w Warszawie, a w latach 1919–1921 przewodniczącym Wydziału Cywilnego tego Sądu. Ponadto pracował jako kustosz Archiwum Akt Dawnych w Warszawie (od 1916). W 1922 ze względu na stan zdrowia przeniósł się na stałe do Nicei, tam też zmarł.

## Działalność poza zawodowa
Jego pasją pozazawodową stała się historia państwa i prawa polskiego oraz dzieje miast polskich i z niej jest przede wszystkim znany.
Od 1906 był członkiem Towarzystwa Miłośników Historii w Warszawie. W 1916 został członkiem nadzwyczajnym Towarzystwa Naukowego Warszawskiego. W Nicei działał w Kole Polskim i wchodził w skład jego zarządu. 
Zgromadził znaczną część materiałów do publikacji Codex diplomaticus et commemorationum Masoviae Generale (1919), współpracował w wydawaniu Kodeksu Napoleona. Dokonał analizy stosunków gospodarczo-społecznych i prawnych kapituły krakowskiej XVI wieku. 
Prowadził badania nad historią warszawskich kamienic oraz pochodzeniem nazwy miasta Łódź. 
W kręgu jego zainteresowań naukowych znalazła się również bibliografia – zainicjował prace nad bibliografią Warszawy, opracował bibliografię druków łódzkich końca XIX wieku (1884–1892).
W połowie 1929 r., na zlecenie władz Pabianic, wykonał szczegółową kwerendę dotyczącą tego miasta w archiwum kapituły krakowskiej, która został wykorzystana w poprawionym wydaniu jego dziejów Pabianic, wydanych w 1930 roku.
W 1926 jego imię nadano jednej z ulic w rodzinnych Pabianicach (boczna od obecnej ul. Partyzanckiej).

## Niektóre prace
- Łódź i dobra łódzkie w XVI wieku (1887)
- Sądownictwo w dobrach pabianickich w XVI wieku (1899)
- Pabianice, Rzgów i wsie okoliczne (2 części, 1903, 1930)
- Boże stopki. Archeologia i folklor kamienic z wyżłobionymi śladami stóp (1907)
- Baryczkowie (1914)
- Ród Fukierów (1922)
- Dawne mury warowne miasta Starej Warszawy (1929)